# Flavio Giannotte
Flavio Giannotte (6 maggio 1995) è uno schermidore lussemburghese, specializzato nella spada.
In carriera fino ad ora, ha partecipato a tutte le competizioni iridate eccetto le olimpiadi.
Nella stagione 2010/2011 fa il suo esordio in una prova di Coppa del Mondo Under 20 a Göteborg.
Nella stagione 2012/2013 partecipa al suo primo Campionato Europeo Under20 a Budapest ottenendo il 58º posto; in quella successiva 2013/2014 nel Campionato Europeo Under20 a Gerusalemme ottenendo il 54º posto e riesce a partecipare anche al Campionato Del Mondo Under20 a Plovdiv, arrivando al 22º posto.
La stagione 2014/2015 vede il suo miglior risultato in una prova di Coppa del Mondo Under20 a Salonicco, dove ottiene l'8º posto.
Esordisce anche in una prova di Coppa del Mondo Assoluta precisamente ad Heidenheim dove terminerà la gara alla 168ª posizione.
Partecipa ancora una volta sia all'Europeo sia al Mondiale Under20: nel primo ottiene il suo miglior risultato, 7º posto a Maribor
Mentre nel mondiale si ferma alla 20ª posizione a Tashkent, partecipa anche ad un'altra prova di Coppa del Mondo in questa stagione a Parigi.
Nella stagione 2015/2016 prende parte al suo primo Campionato Europeo Assoluto a Toruń, posizionandosi 28º; in quella successiva 2016/2017 oltre all'Europeo Assoluto, prende parte anche al suo primo Campionato Del Mondo Assoluto, all'europeo a Tbilisi arrivando 55º, mentre nel mondiale di Lipsia 32°.

## Palmares

### Campionati italiani
Individuale
A squadre
- Argento nella spada a La Spezia 2023